# 15030 Matthewkroll
15030 Matthewkroll (1998 VA15) là một tiểu hành tinh vành đai chính được phát hiện ngày 10 tháng 11 năm 1998 bởi nhóm nghiên cứu tiểu hành tinh gần Trái Đất phòng thí nghiệm Lincoln ở Socorro.